# Технологическое возвышенное
Технологическое возвышенное или «Цифровое возвышение» — это мифологизация влияния компьютеров и киберпространства на человеческий опыт времени, пространства и власти. Это философская концепция благоговения и ужаса, которые захватывают коллективное сознание с появлением этих новых технологий и вытекающих из них обещаний и предсказаний. Они могут быть либо утопическими, либо антиутопическими в зависимости от интерпретации индивидом своей эмоциональной реакции.

## Развитие и отличие от классического понятия возвышенного

### Классическое понятие возвышенного
Классическое понятие возвышенного было заложено Иммануилом Кантом в его работе «Наблюдения за ощущением прекрасного и возвышенного» (1764). Он определил возвышенное в своем произведении «Критика способности суждения» (1790) как:
«объект (природы), представление которого заставляет ум думать о неспособности природы достичь демонстрации идей».
Природа классического возвышенного по Канту состояла в том чувстве, которое индивид испытывал, сталкиваясь с чем-то таким, что он не мог себе представить:
1. За пределами понимания царств разума

1. Перепуганное воображение

Результатом было ошеломляющее чувство силы, когда он мог стоять перед таким зрелищем, и восторг от того, насколько хрупок человек перед лицом такой огромной силы и необъятности. В качестве примеров Кант приводил ощущение стоя перед горой или вид на бушующее море.
Работа Эдмунда Берка (1756) "Философское исследование о происхождении наших идей возвышенного и прекрасного " является еще одним вкладом в эту классическую концепцию, написанную в то же время, что и Кант.
Для него возвышенное возникает из ужасного или того, что вызывает ужас.

## Истоки цифрового возвышенного
Винсент Моско является одним из ведущих мыслителей в области развития и отличия цифрового возвышенного. Он является высокоуважаемым ученым среди международного сообщества и в настоящее время занимает должность профессора Королевского университета в Канаде.
Его основополагающая работа «Цифровое возвышенное: миф, власть и киберпространство» объясняет, что цифровое возвышенное не имело определенного начала. Тем не менее, он описывает, как это понятие возникло как прогрессия от технологического возвышенного, которое было началом сдвига в представлениях о возвышенном, связанного с промышленными революциями конца XIX века и начала XX века. Такие изобретения, как железная дорога, электричество, радио и самолет, — все они пленили коллективное сознание возможностью появления глобальной деревни.
Моско утверждает, что не произошло существенных изменений в нашем подходе к появлению новых технологий, с теми же пророчествами о революционном изменении человеческого опыта времени, пространства и власти, вплоть до прекращения мирового конфликта. Моско отождествляет эти же обещания, провозглашенные в отношении компьютеров и киберпространства. Цифровая революция и информационная революция почти одинаково захватывают воображение и внимание глобальных наблюдателей.
Сковронска, начинающий ученый из Университета Сиднея и современный художник, предполагает, что именно с появлением новых технологий, таких как видеокарты для видеоигр, открытые исходные программы, трехмерные компьютерные процессоры, цифровой видео экран и другие, открылись совершенно новые возможности виртуальности как творческого инструмента. она предполагает, что именно в способности этих технологий представлять невидимое действительно отличало цифровое возвышенное от его классического понятия и то, что оно делало это «через виртуальный канал математического кодирования, или алгоритмы, которые действуют как корреляты для этого невидимого мира, переводя его в визуальное поле, воспринимаемое человеческой оптикой».

## Художественное выражение
Классическое понятие возвышенного было представлено различными художниками, такими как Уильям Тернер, черпающий вдохновение, описанное как Кантом, так и Берком, то есть естественным миром.
В настоящее время появилось художественное произведение на цифровом возвышенном, которое пытается захватить наше благоговение и волнение вокруг больших данных, Big Data и Web 2.0. Huang предполагает, что цифровое возвышенное в художественном выражении — это представление чего-то непрезентабельного. Ярким примером этого является цифровая комбинированная фотография, которая включает в себя сшивание фотографий вместе для создания изображений, которые были бы невозможны без новейших технологий, чтобы концептуализировать сложные идеи через изображение.
Однако, Сковронска связывает цифровое возвышенное в искусстве с переходом от массивного к мелкому. Она предполагает, что представление того, что физически не воспринимается глазом, но что имеет представление в виртуальном пространстве, облегченное новой технологией, является отличительной чертой этого вида искусства. Она проделала значительную собственную работу в этой области, а также концептуально развивает цифровое возвышенное через свою диссертацию. Её индивидуальная работа сосредоточена на манипуляции, проецировании и представлении данных через различные цифровые формы.

## Критика цифрового возвышенного
Некоторые теоретики считают, что цифровое возвышение не только бесполезно для понимания новых технологий и взаимодействия с ними, но они считают, что мифы Моско тормозят и угрожают киберкультуре. Такие теоретики утверждают, что цифровая революция ослепляет пользователей от рисков и уязвимостей киберпространства.

### Цифровая экономика и политическая экономия
Цифровое возвышение было принято теоретиками медиа, чтобы затуманить и запутать взаимодействие Веб 2.0. Теоретики медиа работали над критическим анализом и оценкой процессов, алгоритмов и функций, лежащих в основе пользовательского интерфейса, чтобы раскрыть движущие силы развития и обновления онлайн. Политико-экономические теоретики предположили, что в противоположность мифам, распространяемым цифровым возвышенным интернета, обеспечивающим безупречный пользовательский опыт, дающий пользователя все возможности, что в действительности это далеко от истины. На самом деле владельцы бизнеса манипулируют инфраструктурой и цифровой архитектурой платформ, чтобы получить максимальную прибыль.

### Цифровое возвышение и музыкальная индустрия
Цифровое возвышение, казалось бы, поощряло то, что потоковые сервисы и облачные хранилища приведут к беспрецедентной свободе и доступу к музыке. Хотя это правда, что наши физические ограничения в доступе к музыкальному контенту были сведены к требованию наличия электронного устройства с подключением к интернету, правдивость этой эмансипации была подвергнута тщательному анализу.
Патрик Буркарт ещё один видный ученый и главный редактор международного журнала медиа и культуры, и он предлагает, чтобы эмансипация контента ограничивалась мобилизацией контента. В отличие от освобождения контента, доступ по-прежнему ограничен алгоритмами, отдающими предпочтение более популярному контенту и, следовательно, еще больше скрывающими большее разнообразие контента, который фактически доступен. Вместо этого он утверждает, что именно те, кто нарушает наше восприятие бесшовной и всеохватывающей природы потоковых музыкальных сервисов, открывают нам технические и юридические барьеры, которые приносят пользу контент-провайдерам и ограничивают, даже направляют, пользовательский опыт для достижения их целей. Он рассматривает пиратов медиаконтента как ключевых несогласных с этой невидимой в других отношениях вертикальной интеграцией, и что они являются симптомом хрупкости кибер-сообществ.